# Campiglossa longistigma
Campiglossa longistigma este o specie de muște din genul Campiglossa, familia Tephritidae. A fost descrisă pentru prima dată de Wang în anul 1990. Conform Catalogue of Life specia Campiglossa longistigma nu are subspecii cunoscute.